# Équipe du Japon de curling
L'équipe du Japon de curling est la sélection qui représente le Japon dans les compétitions internationales de curling.
En 2017, l'équipe nationale est classé comme nation numéro 8 chez les hommes et numéro 6 chez les femmes.

## Palmarès et résultats

### Palmarès masculin
Titres, trophées et places d'honneur
- Jeux Olympiques Hommes depuis 1998 (2 participation(s))
  - Meilleur résultat : Tie-break en 1998

| Jeux olympiques     | Classement | Skip            | Third           | Second             | Lead            | Remplaçant      |
| ------------------- | ---------- | --------------- | --------------- | ------------------ | --------------- | --------------- |
| Nagano 1998         | 5e         | Makoto Tsuruga  | Hiroshi Satoh   | Yoshiyuki Ohmiya   | Hirofumi Kudoh  | Hisaki Nakamine |
| Salt Lake City 2002 | NC         | NC              | NC              | NC                 | NC              | NC              |
| Turin 2006          | NC         | NC              | NC              | NC                 | NC              | NC              |
| Vancouver 2010      | NC         | NC              | NC              | NC                 | NC              | NC              |
| Sotchi 2014         | NC         | NC              | NC              | NC                 | NC              | NC              |
| Pyeongchang 2018    | 8e         | Yusuke Morozumi | Tetsuro Shimizu | Tsuyoshi Yamaguchi | Kosuke Morozumi | Kohsuke Hirata  |

- Championnats du monde Hommes depuis 2000 (11 participation(s))
  - Meilleur résultat : 4ème

### Palmarès féminin
Titres, trophées et places d'honneur
- Jeux Olympiques Femmes depuis 1998
  - Meilleur résultat : 3ème
  - 1 fois troisième en 2018

| Jeux olympiques     | Classement | Skip             | Third              | Second         | Lead              | Remplaçant      |
| ------------------- | ---------- | ---------------- | ------------------ | -------------- | ----------------- | --------------- |
| Nagano 1998         | 5e         | Mayumi Ohkutsu   | Akiko Katoh        | Yukari Kondo   | Yoko Mimura       | Akemi Niwa      |
| Salt Lake City 2002 | 8e         | Akiko Katoh      | Yumie Hayashi (ja) | Ayumi Onodera  | Mika Konaka       | Kotomi Ishizaki |
| Turin 2006          | 7e         | Ayumi Onodera    | Yumie Hayashi (ja) | Mari Motohashi | Moe Meguro        | Sakurako Terada |
| Vancouver 2010      | 6e         | Moe Meguro       | Anna Ohmiya        | Mari Motohashi | Kotomi Ishizaki   | Mayo Yamaura    |
| Sotchi 2014         | 5e         | Ayumi Ogasawara  | Yumie Funayama     | Kaho Onodera   | Michiko Tomabechi | Chinami Yoshida |
| Pyeongchang 2018    | Bronze     | Satsuki Fujisawa | Chinami Yoshida    | Yumi Suzuki    | Yurika Yoshida    | Mari Motohashi  |

- Championnats du monde Femmes depuis 1979
  - Meilleur résultat : 2ème
  - 1 fois deuxième en 2016

### Palmarès mixte
Titres, trophées et places d'honneur
- Jeux Olympiques : aucune participation
- Championnat du Monde Doubles Mixte depuis 2015 (2 participation(s))
  -     - Meilleur résultat : 5ème pour : Championnat du Monde Doubles Mixte - Groupe A

### Palmarès curling en fauteuil
- Jeux paralympiques

| Jeux paralympiques | Classement | Skip          | Third           | Second        | Lead         | Remplaçant |
| ------------------ | ---------- | ------------- | --------------- | ------------- | ------------ | ---------- |
| Turin 2006         | NC         | NC            | NC              | NC            | NC           | NC         |
| Vancouver 2010     | 7e         | Yoji Nakajima | Katsuo Ichikawa | Takashi Hidai | Ayako Saitoh | Aki Ogawa  |
| Sotchi 2014        | NC         | NC            | NC              | NC            | NC           | NC         |
| Pyeongchang 2018   | NC         | NC            | NC              | NC            | NC           | NC         |